# 냐리 친

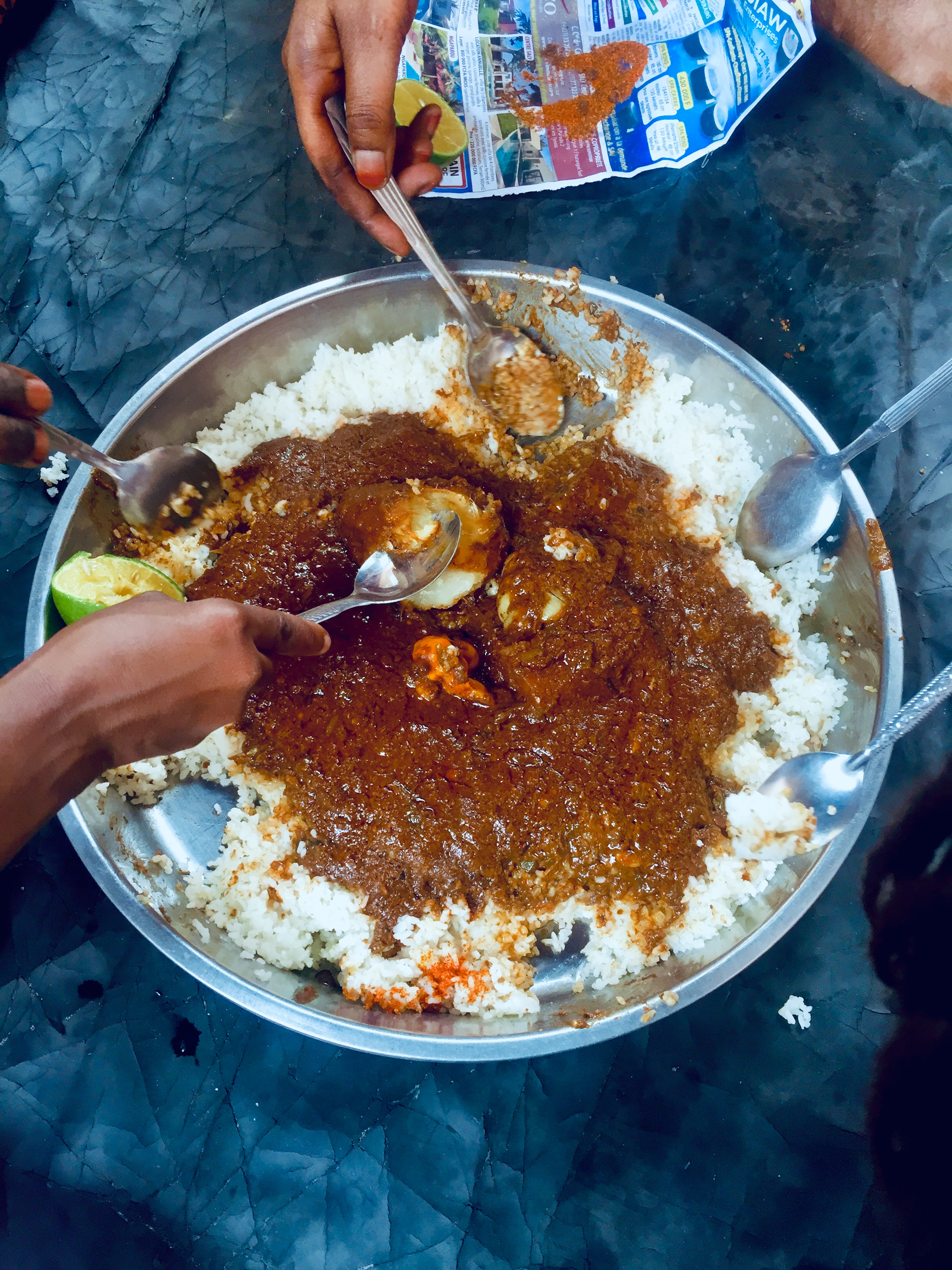
마페

냐리 친(월로프어: ñaari cin)은 감비아, 세네갈 등 서아프리카에서 두 솥 요리를 일컫는 용어이다.  월로프인들의 식사는 크게 "벤 친(한 솥)" 종류와 "냐리 친(두 솥)" 종류로 나뉜다.. 월로프어에서 "친(cin)"은 큰 솥을 가리키는 말이고, "냐리(ñaari)"는 "둘"을 뜻한다. 냐리 친 요리를 할 때는 솥 하나에 쌀밥을, 다른 솥에는 쌀밥에 얹어 먹을 다른 음식을 만들며, 이는 쌀을 양념과 다른 재료와 함께 솥 하나에 끓여 밥을 짓는 벤 친과 구분된다. 대표적인 냐리 친으로 마페, 야사 등이 있다.

## 같이 보기
- 벤 친